# Vice City

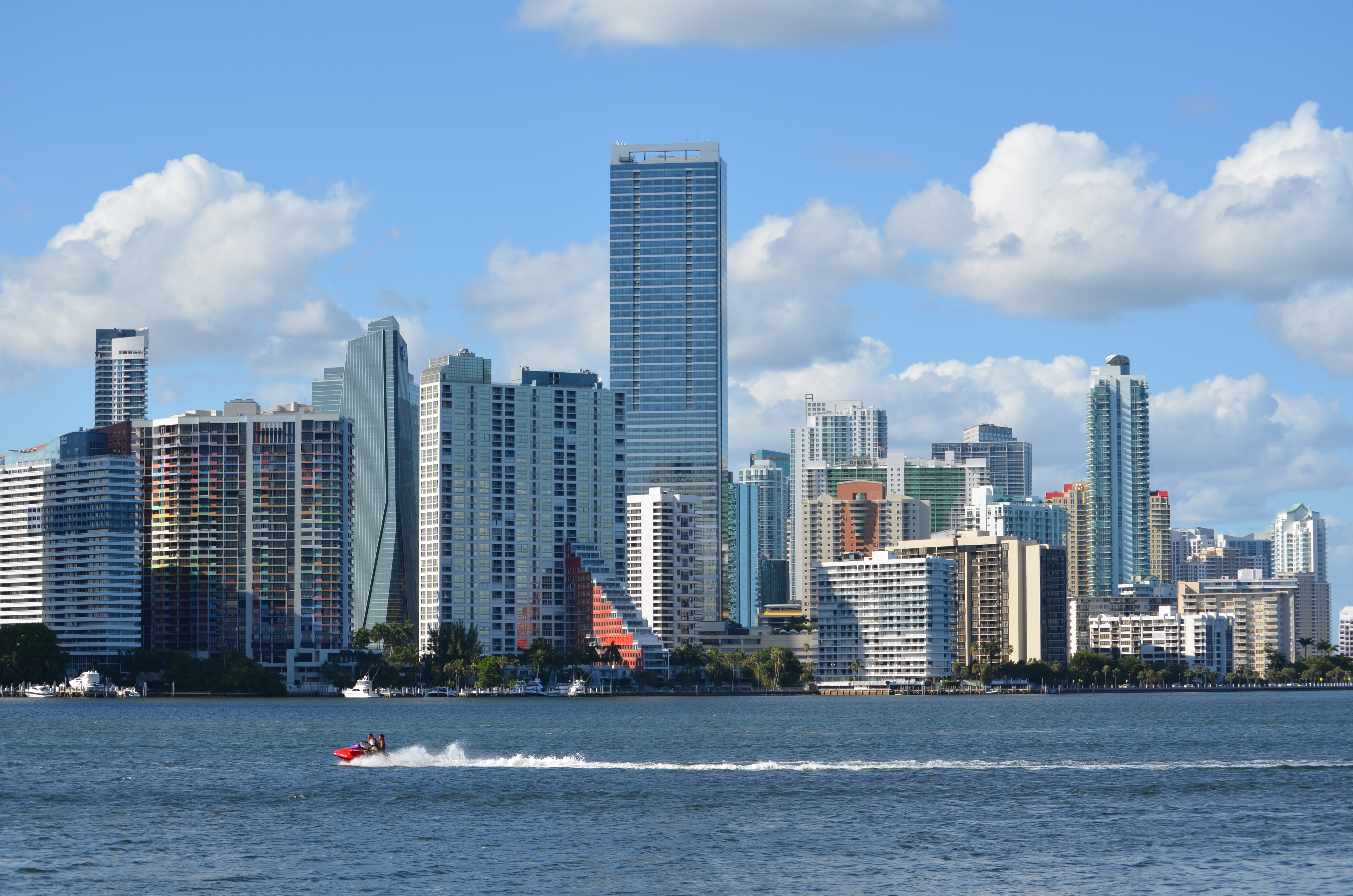
Miami, ciutat en la qual es basa Vice City

Vice City és una ciutat fictícia a la saga Grand Theft Auto que sovint es localitza en la realitat com a Miami, Florida. Aquesta ciutat va sortir al videojoc, Grand Theft Auto: Vice City, però també sortia en un nivell al Grand Theft Auto (GTA1). Vice City, també apareix al Grand Theft Auto: Vice City Stories (GTA:VCS), i al joc de PlayStation Portable, similar al Liberty City del Grand Theft Auto: Liberty City Stories (GTA:LCS).
Vice City és geogràficament similar a Miami (localitzat al sud-est dels Estats Units). Vice City gaudeix d'un clima subtropical amb sol tot l'any, ocasionalment hi ha tempestes. VC, al Grand Theft Auto: Vice City, la ciutat, està exposada a huracans, com a Miami; igualment passa al joc, els ponts estan tancats al públic com a l'Huracà Hermione que es va aproximar a la ciutat.